# Boeing Starliner
Boeing Starliner (sau CST-100) este o clasă de nave spațiale parțial reutilizabile concepute pentru a transporta echipajul la Stația Spațială Internațională (ISS) și la alte destinații de pe orbita joasă a Pământului. Este fabricată de Boeing, având ca principal client Commercial Crew Program (CCP) al NASA. Nava spațială constă dintr-o capsulă pentru echipaj care poate fi reutilizată în până la zece misiuni și un modul de serviciu consumabil.
Capsula are un diametru de 4,56 metri, puțin mai mare decât modulul de comandă Apollo sau SpaceX Crew Dragon și mai mică decât capsula Artemis Orion. Starliner poate găzdui un echipaj de până la șapte persoane și poate rămâne ancorată la ISS timp de până la șapte luni. Starliner este lansată cu un Atlas V N22 de la Complexul de Lansare Spațială 41 de la Stația Forțelor Spațiale Cape Canaveral din Florida.
După mai multe runde de contracte de dezvoltare competitive în cadrul programului Commercial Crew începând din 2010, NASA a selectat Starliner, împreună cu SpaceX Crew Dragon, în cadrul rundei de contracte Commercial Crew Transportation Capability. Primul test de zbor cu echipaj a fost planificat inițial să aibă loc în 2017.
Primul test de zbor orbital fără pilot a avut loc la 20 decembrie 2019 și a fost considerat un eșec parțial. A fost necesar un al doilea test de zbor orbital, care i-a luat Boeing peste doi ani pentru a fi finalizat, la 19 mai 2022. După mai multe întârzieri suplimentare, testul de zbor al echipajului a fost lansat la 5 iunie 2024. Zborul, programat inițial pentru opt zile, nu a fost aprobat pentru a reveni pe Pământ până când problemele cu propulsoarele de pe nava spațială nu sunt rezolvate sau mai bine înțelese.
Boeing a pierdut peste 1,5 miliarde de dolari din depășirea bugetului pentru proiectul Starliner, care a fost afectat de întârzieri, probleme de management și provocări tehnice. Prețul plătit pentru fiecare zbor a atras, de asemenea, critici din partea inspectorului general al NASA și din partea observatorilor care subliniază costurile semnificativ mai mici ale Crew Dragon concurent.

## Istoric
Starliner a fost prezentat în 2010 sub numele de CST-100, ca prima capsulă spațială dezvoltată comercial de Boeing, în cadrul căreia compania își va asuma riscul financiar pentru dezvoltare, mai degrabă decât guvernul SUA în cadrul contractului cost-plus. Compania a declarat că dezvoltarea capsulei se va baza pe experiența Boeing în programele Apollo, Space Shuttle și ISS ale NASA, precum și în proiectul Orbital Express sponsorizat de Departamentul Apărării. Noul design a fost conceput pentru a fi compatibil cu mai multe vehicule de lansare, inclusiv ULA Atlas V și Delta IV și SpaceX Falcon 9 la momentul respectiv. În iulie 2010, Boeing a declarat că capsula ar putea fi operațională încă din 2015, cu suficiente aprobări și finanțare pe termen scurt.
La 16 septembrie 2014, NASA a ales Boeing (Starliner) și SpaceX (Crew Dragon) ca fiind cele două companii care vor primi finanțare pentru a dezvolta sisteme de transport al echipajelor guvernamentale americane către și de pe Stația Spațială Internațională. Boeing a câștigat un contract în valoare de 4,2 miliarde USD pentru finalizarea și certificarea navei Starliner până în 2017, în timp ce SpaceX a câștigat un contract în valoare de 2,6 miliarde USD pentru finalizarea și certificarea navei spațiale Dragon cu echipaj. Contractele includ cel puțin un test de zbor cu echipaj cu cel puțin un astronaut NASA la bord. Odată ce Starliner obține certificarea NASA, contractul inițial prevedea ca Boeing să efectueze cel puțin două și până la șase misiuni cu echipaj la stația spațială. Capsula urma să includă un scaun pentru turiști spațiali, iar contractul Boeing cu NASA urma să permită Boeing să stabilească prețul și să vândă bilete pe orbita joasă a Pământului folosind acel scaun.

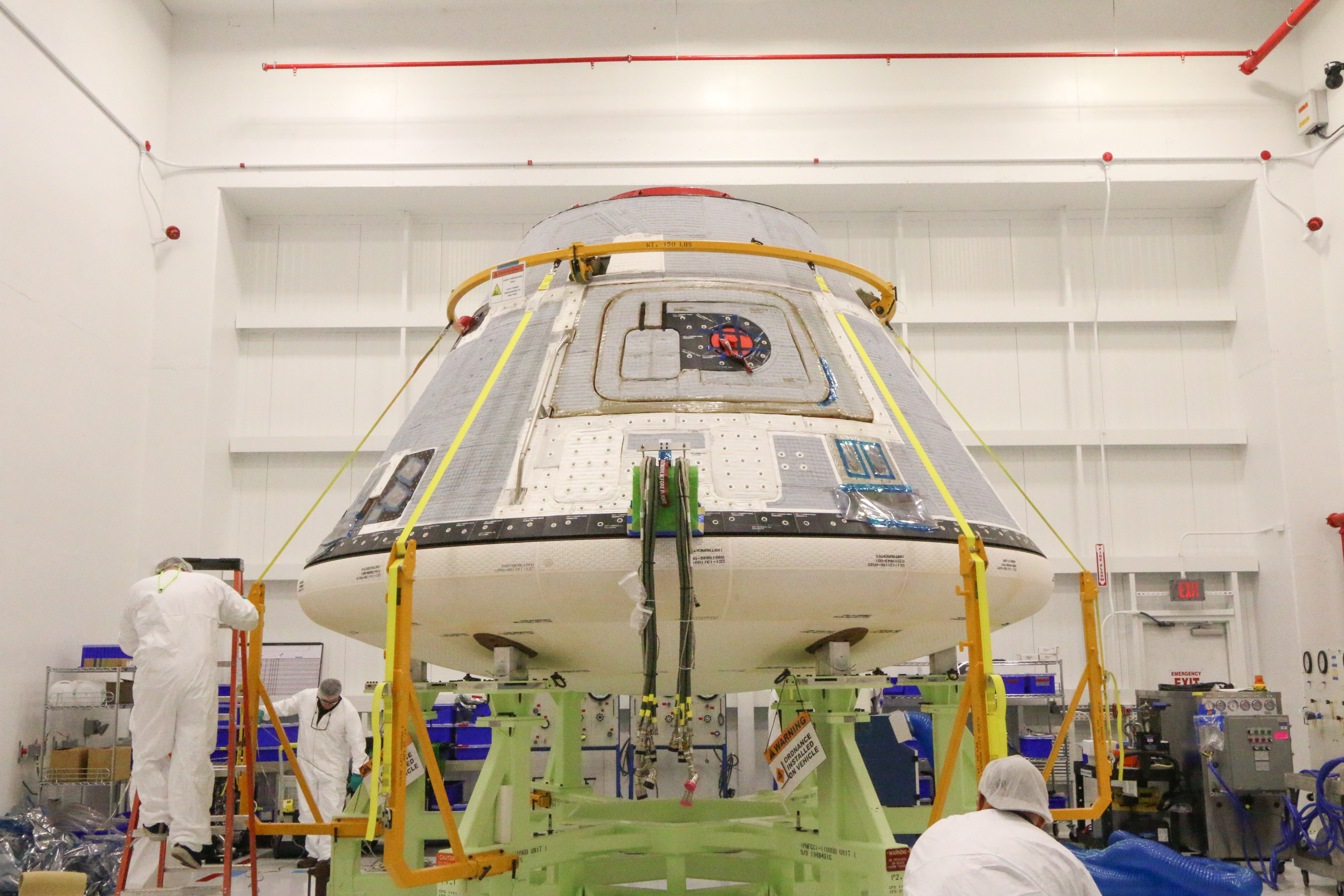
Tehnicieni și ingineri pregătesc CST-100 Starliner pentru a fi transportat la instalațiile de testare, noiembrie 2018

La 4 septembrie 2015, Boeing a anunțat că nava spațială se va numi oficial CST-100 Starliner, evocând legături cu avioanele de linie ale companiei. În noiembrie 2015, NASA a anunțat că a renunțat la Boeing în cadrul competiției de miliarde de dolari Commercial Resupply Services pentru transportul de încărăctură către Stația Spațială Internațională.
În mai 2016, Boeing a amânat prima lansare programată a Starliner din 2017 până la începutul anului 2018. Apoi, în octombrie 2016, Boeing și-a amânat programul cu șase luni, de la începutul anului 2018 până la sfârșitul anului 2018, ca urmare a întârzierilor furnizorilor și a unei probleme de producție la nava spațială 2. În 2016, ei sperau să transporte astronauți NASA la ISS până în decembrie 2018.
În aprilie 2018, NASA a sugerat că primul zbor planificat cu două persoane al Starliner, programat atunci pentru noiembrie 2018, va avea loc probabil în 2019 sau 2020. Era de așteptat să transporte un membru suplimentar al echipajului și provizii suplimentare. În loc să rămână timp de două săptămâni, așa cum era planificat inițial, NASA a declarat că echipajul extins ar putea rămâne la stație timp de șase luni, ca un zbor rotativ normal.
În noiembrie 2019, Biroul Inspectorului General al NASA a publicat un raport care a dezvăluit că în 2016 a avut loc o modificare a contractului Boeing, declarând: „Pentru a treia până la a șasea misiune cu echipaj Boeing, am constatat că NASA a fost de acord să plătească o sumă suplimentară de 287,2 milioane de dolari peste prețurile fixe ale Boeing pentru a atenua un decalaj perceput de 18 luni în zborurile ISS anticipate în 2019 și pentru a se asigura că contractantul a continuat ca al doilea furnizor comercial de echipaj”, iar NASA și Boeing s-au angajat la șase misiuni în loc ca ultimele patru să fie opționale.

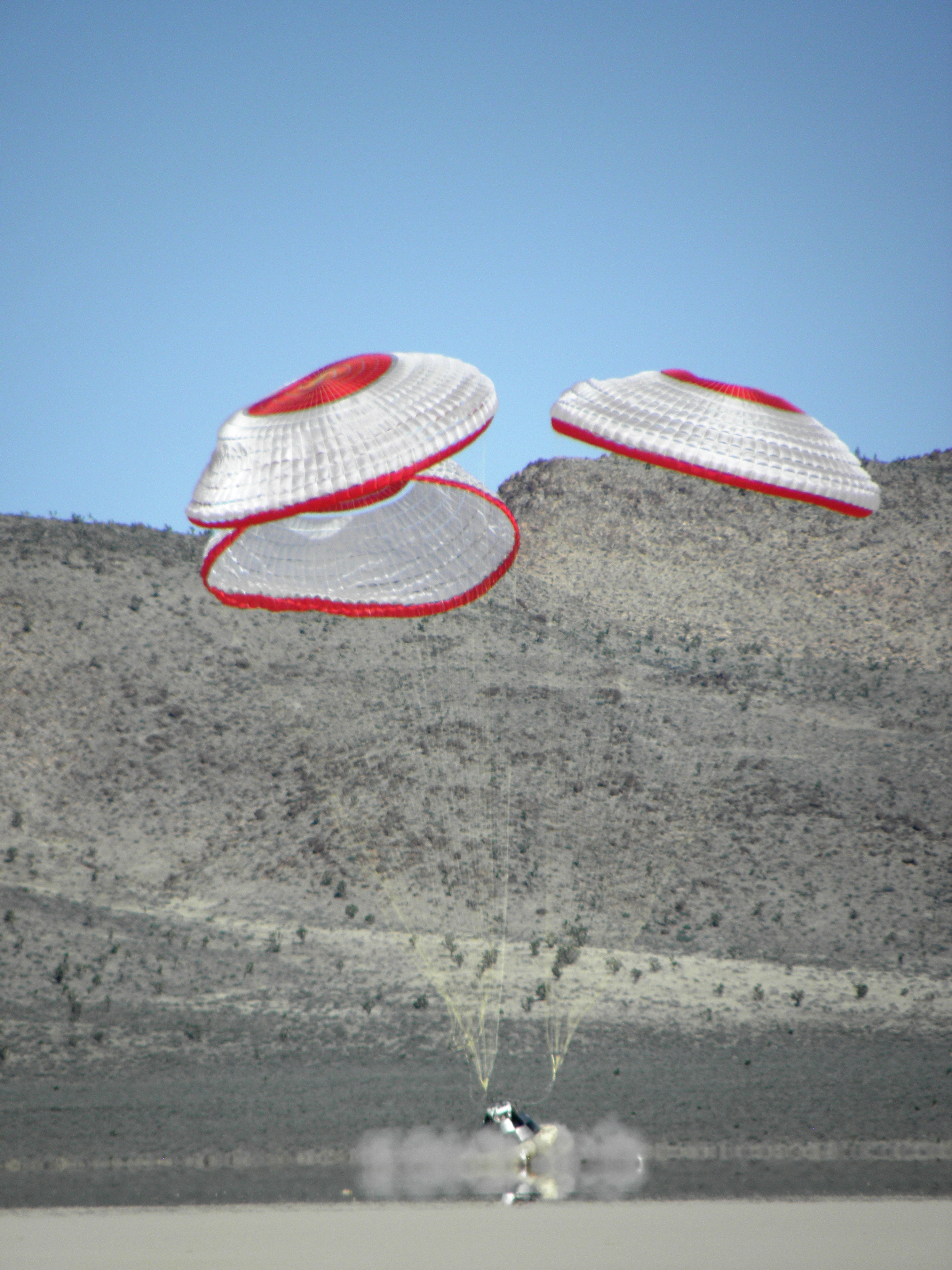
Testarea parașutelor, 2012

După eșecul primului său zbor de testare orbitală fără echipaj la sfârșitul anului 2019, NASA a convenit ca Boeing să finanțeze un alt test orbital fără echipaj, OFT-2, în august 2021. Această lansare a fost oprită târziu în numărătoarea inversă din cauza unor probleme la valve. Până la sfârșitul lunii septembrie 2021, Boeing nu determinase cauza principală a problemei, iar zborul a fost amânat pe o perioadă nedeterminată. După analize și acțiuni corective, nava a fost lansată la 19 mai 2022 și a efectuat cu succes o misiune către ISS, deschizând calea pentru testul de zbor cu echipaj.
După ce diverse întârzieri au împins lansarea planificată a Crew Flight Test până în iulie 2023, Boeing a anunțat în iunie 2023 că va amâna pe termen nelimitat din cauza unor probleme cu sistemul de parașută și cu cablajele. Misiunea presupune trimiterea unui echipaj de doi astronauți NASA la Stația Spațială Internațională pentru un zbor de testare de o săptămână.
În iunie 2024, NASA a anunțat programul actualizat al misiunii Boeing Crew Flight Test, care detaliază acoperirea live a evenimentelor de lansare, andocare și deschidere a trapei. Misiunea urmărește să demonstreze capacitățile navei spațiale de a transporta echipaj la Stația Spațială Internațională, ca parte a programului NASA Commercial Crew Program. Acoperirea va include briefinguri detaliate și conferințe de presă cu participanți-cheie de la NASA și Boeing. Misiunea Crew Flight Test a fost lansată la 5 iunie 2024.

### Finanțare
Boeing a finanțat dezvoltarea Starliner în 2010 numai după ce atât oportunitățile de stație spațială comercială, cât și contractele NASA de echipaj comercial oferite au permis închiderea cazului de afaceri. În timp ce compania primise 18 milioane de dolari în cadrul contractului NASA Commercial Crew Development (CCDev) până în 2010 pentru primele lucrări de proiectare, ar fi fost necesare fonduri private substanțiale de la Boeing pentru a finaliza dezvoltarea, chiar și cu Boeing concurând pentru contracte NASA suplimentare.
În aprilie 2011, Boeing a primit de la NASA un contract în valoare de 92,3 milioane USD pentru a continua dezvoltarea CST-100 în cadrul fazei 2 a CCDev. La 3 august 2012, NASA a anunțat acordarea a 460 milioane USD către Boeing pentru continuarea lucrărilor la CST-100 în cadrul programului Commercial Crew Integrated Capability (CCiCap).
Din cauza întârzierilor și a problemelor tehnice, Boeing a primit o serie de taxe împotriva veniturilor pentru programul Starliner până în 2022. Acestea includ 410 milioane de dolari în 2020, 185 milioane de dolari în octombrie 2021, și 288 milioane de dolari până în al treilea trimestru al anului 2022.